# Hemsendorf

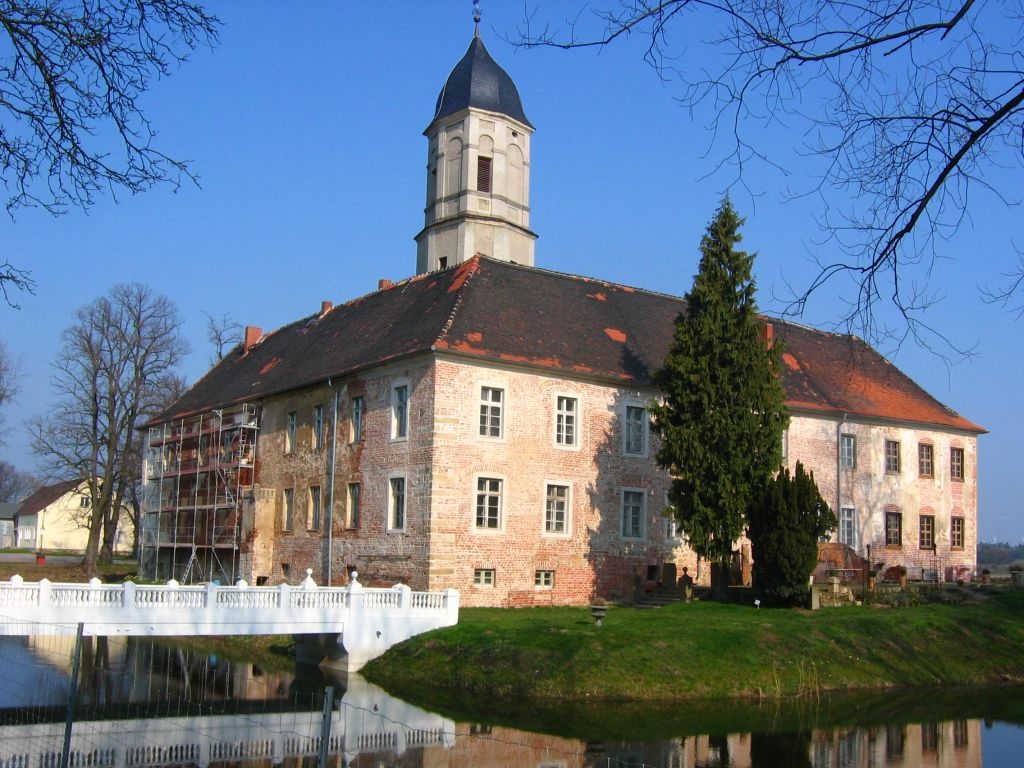
Schloss Hemsendorf

Hemsendorf ist ein Ortsteil der Stadt Jessen (Elster) im Landkreis Wittenberg des Landes Sachsen-Anhalt.

## Lage
Der Ort liegt unmittelbar südlich der Schwarzen Elster an der Verbindungsstraße zwischen Gorsdorf und Grabo.

## Geschichte
Am 16. Januar 1589 wurde der kursächsische Hofrat Dr. jur. Andreas Rauchbar von Kurfürst Christian I. von Sachsen mit dem Gut Hemsendorf im kursächsischen Amt Schweinitz belehnt. Rauchbar hatte Michael Teubers einzige Tochter Teuber Euphrosina geheiratet, die nach dem Tod ihres Vaters das Gut Hemsendorf geerbt hatte. 1592 wurde diese Belehnung erneuert. Nach Rauchbars Tod erhielt dessen Witwe am 18. August 1603 durch Kurfürst Christian II. von Sachsen einen neuen Lehnbrief ausgestellt. Deren Söhne Andreas und Georg verkauften das Gut Hemsendorf an den Kommandanten der Festung Wittenberg, der damit 1652 belehnt wurde. Später übernahm Christian Dietrich von Röbel Hemsendorf.
Hemsendorf gehörte bis 1815 zum Amt Schweinitz des Königreichs Sachsen und gelangte danach zuerst an den Kreis Wittenberg, dann zum Kreis Schweinitz des Regierungsbezirks Merseburg der preußischen Provinz Sachsen. Im Ort befand sich ein altschriftsässiges Rittergut, das heutige Schloss Hemsendorf, welches Michael Teuber für seine Verdienste vom Kurfürsten  August von Sachsen verliehen bekam.
Zum Rittergut gehörten außerdem die Dörfer Gorsdorf und Ruhlsdorf. Viele Einwohner von Hemsendorf bauten früher Wein an.
1950 gehörte Hemsendorf zum Kreis Herzberg, gelangte bei der Verwaltungsreform 1952 jedoch an den Kreis Jessen des DDR-Bezirks Cottbus und 1990 an den Regierungsbezirk Dessau. Am 1. Januar 1974 schloss sich Hemsendorf zusammen mit Gorsdorf zur neuen Gemeinde Gorsdorf-Hemsendorf zusammen, die seit dem 1. Januar 1994 zu Jessen (Elster) gehört.
In der Ortsmitte befindet sich das den Opfern der Weltkriege gedenkende Kriegerdenkmal Hemsendorf.